# Straning-Grafenberg
Straning-Grafenberg je městys v Rakousku ve spolkové zemi Dolní Rakousy v okrese Horn. Žije v něm 765 obyvatel (podle sčítání z roku 2016).

## Poloha
Starning-Grafenberg se nachází v severní části spolkové země Dolní Rakousy ra hranici regionů Waldviertel a Weinviertel. Leží asi 17 km jihovýchodně od okresního města Horn u města Eggenburg. Rozloha území městysu činí 26,45 km2, z nichž 7,5% je zalesněných.

### Členění
Území městyse Starning-Grafenberg se skládá ze čtyř částí (v závorce je uveden počet obyvatel k 31. 10. 2011):
- Etzmannsdorf bei Straning (113)
- Grafenberg (203)
- Straning (299)
- Wartberg (150)

## Historie
Osídlení je zde prokázáno již z neolitu, doby bronzové, doby halštatské, doby římského impéria a 9. století. V Grafenbergu jsou nálezy po kulturách popelnicových polí a laténské kultuře. Nálezy z hrobů ze všech epoch můžeme najít v muzeu Krahuletz Museum v Eggenburgu a v muzeu Höbarthmuseum ve městě Horn. První písemná zmínka o Straningu pochází z 11. července 1239 z kláštera v Melku, kdy byly uvedeny Starningské statky jako prodané klášteru Baumgartenberg.

## Pozoruhodnosti
- Farní kostel Nanebevzetí Panny Marie ve Straningu
- Farní kostel Svatého Kříže v Grafenbergu
- Farní kostel sv. Leonarda ve Wartbergu
- Přírodní rezervace Fehhaube-Kogelsteine

## Fotogalerie

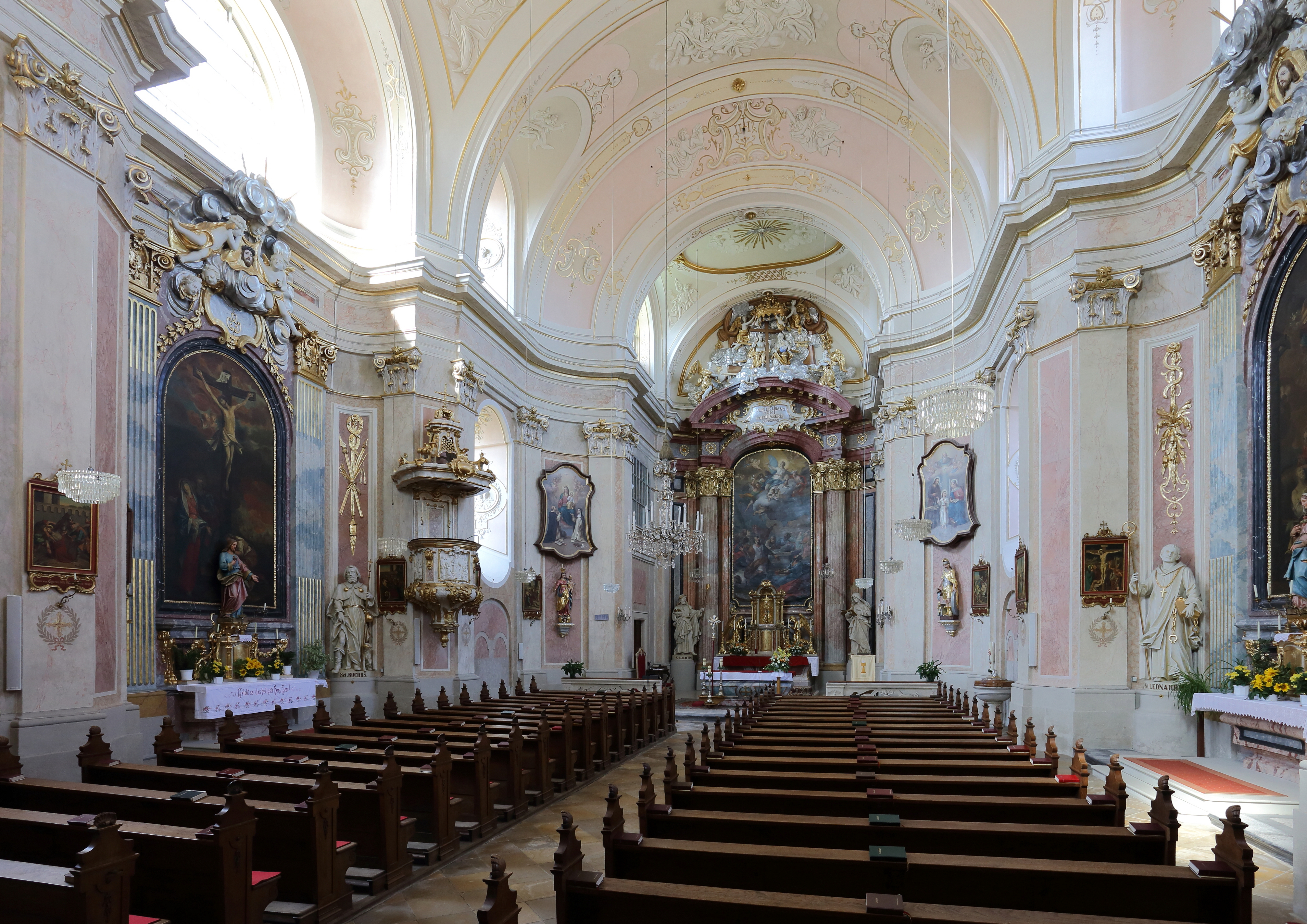
Farní kostel ve Starningu (interiér)
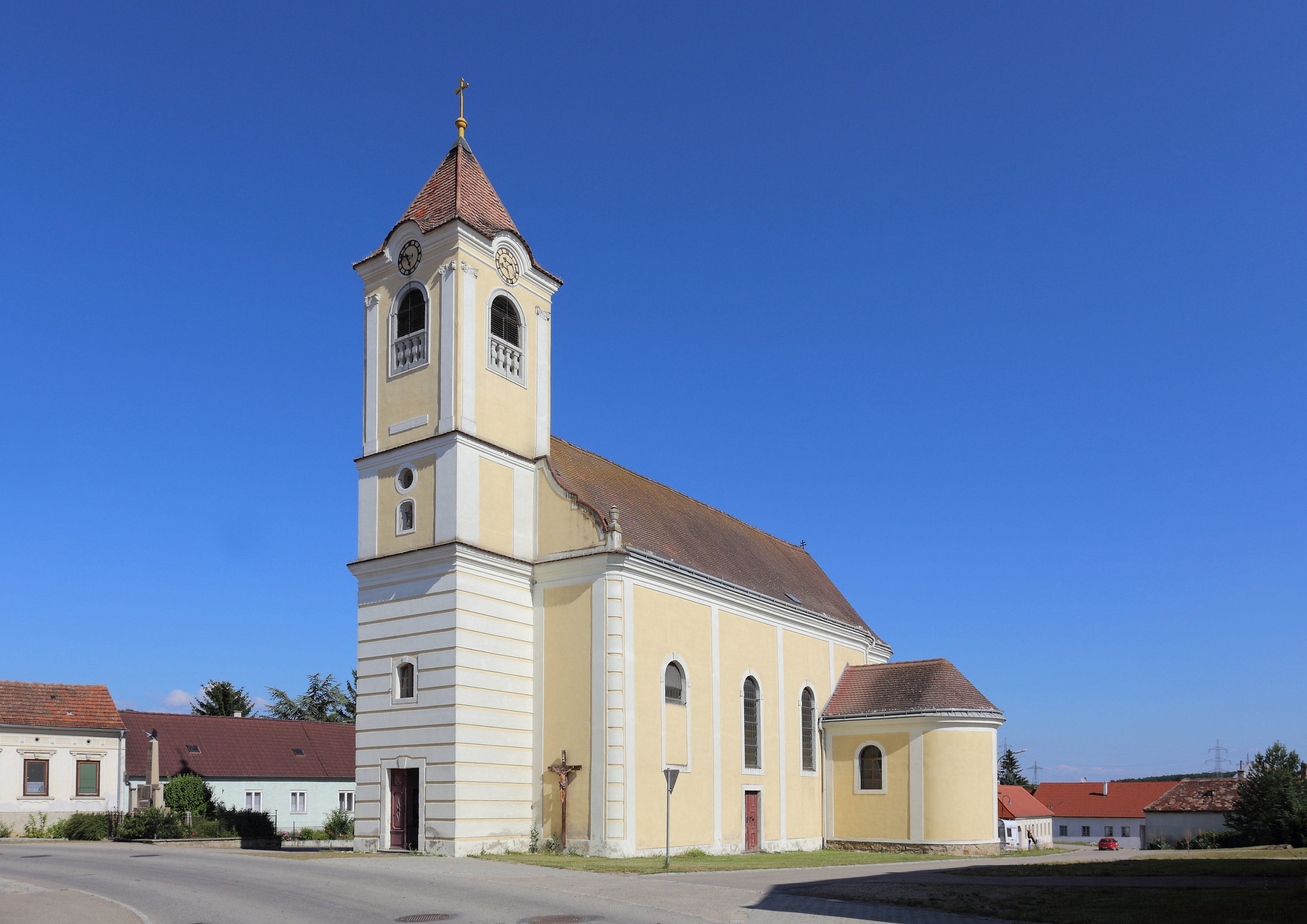
Farní kostel v Grafenbergu
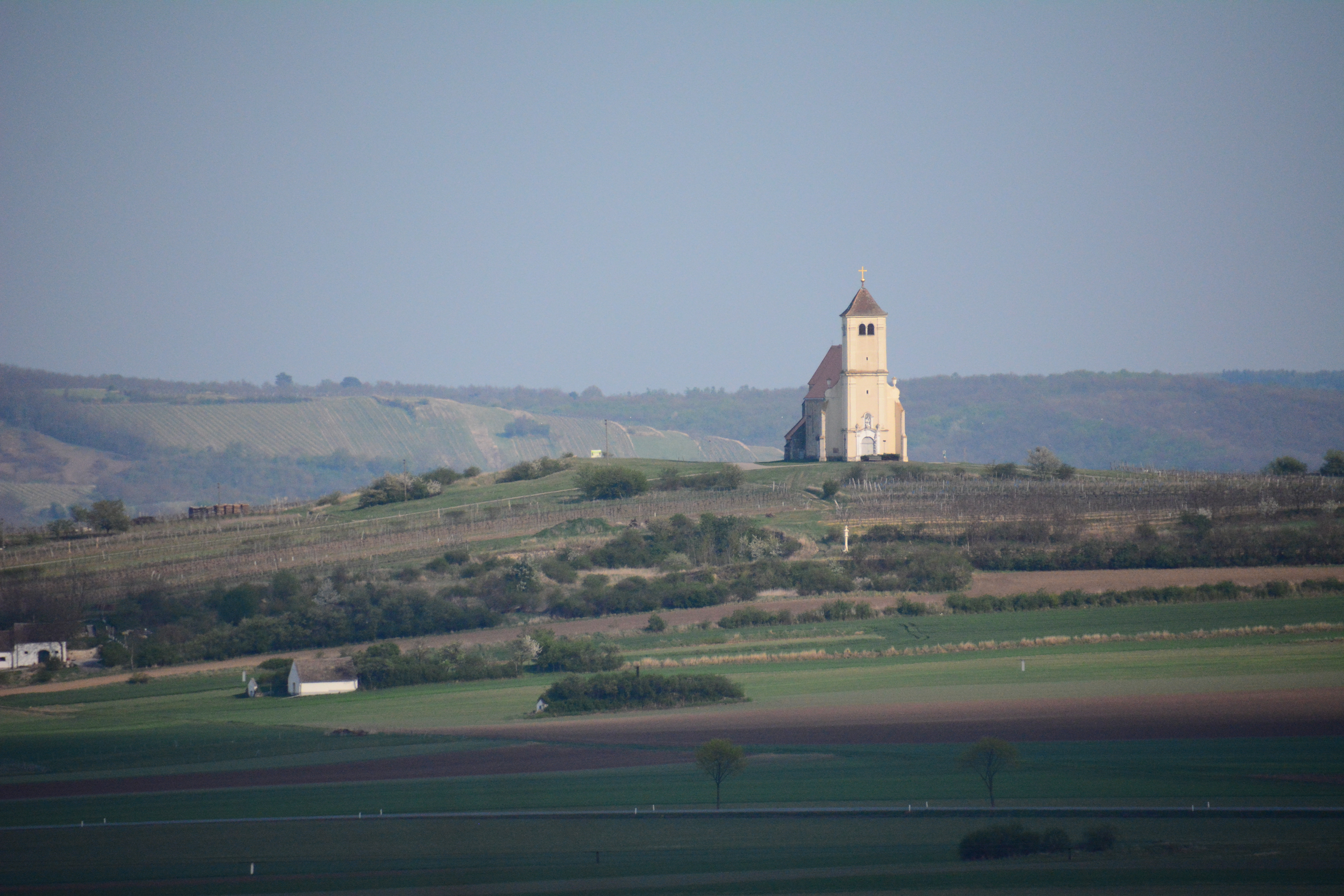
Farní ve Wartbergu
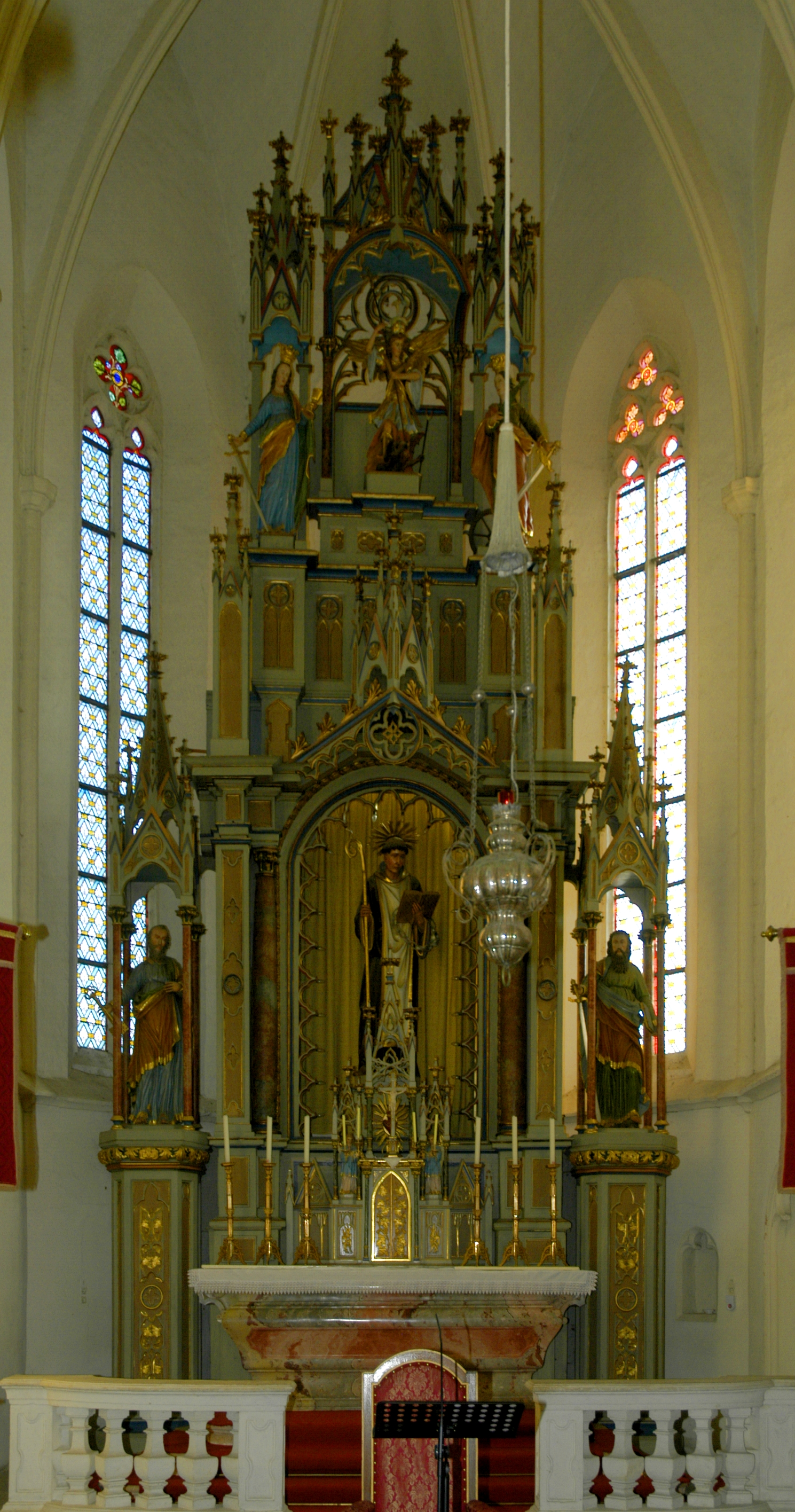
Hlavní oltář farního kostela ve Wartbergu
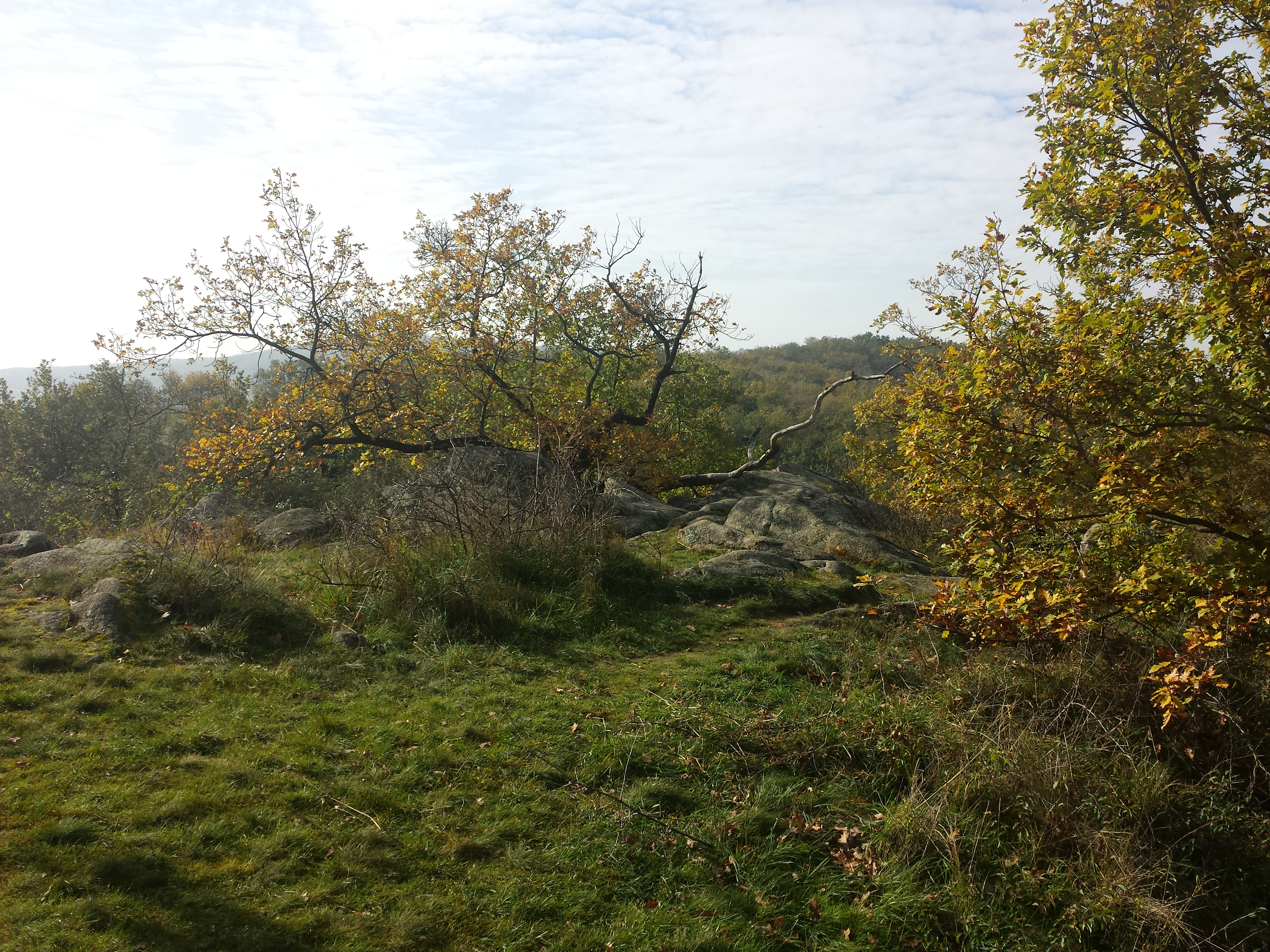
Přírodní rezervace Fehhaube-Kogelsteine
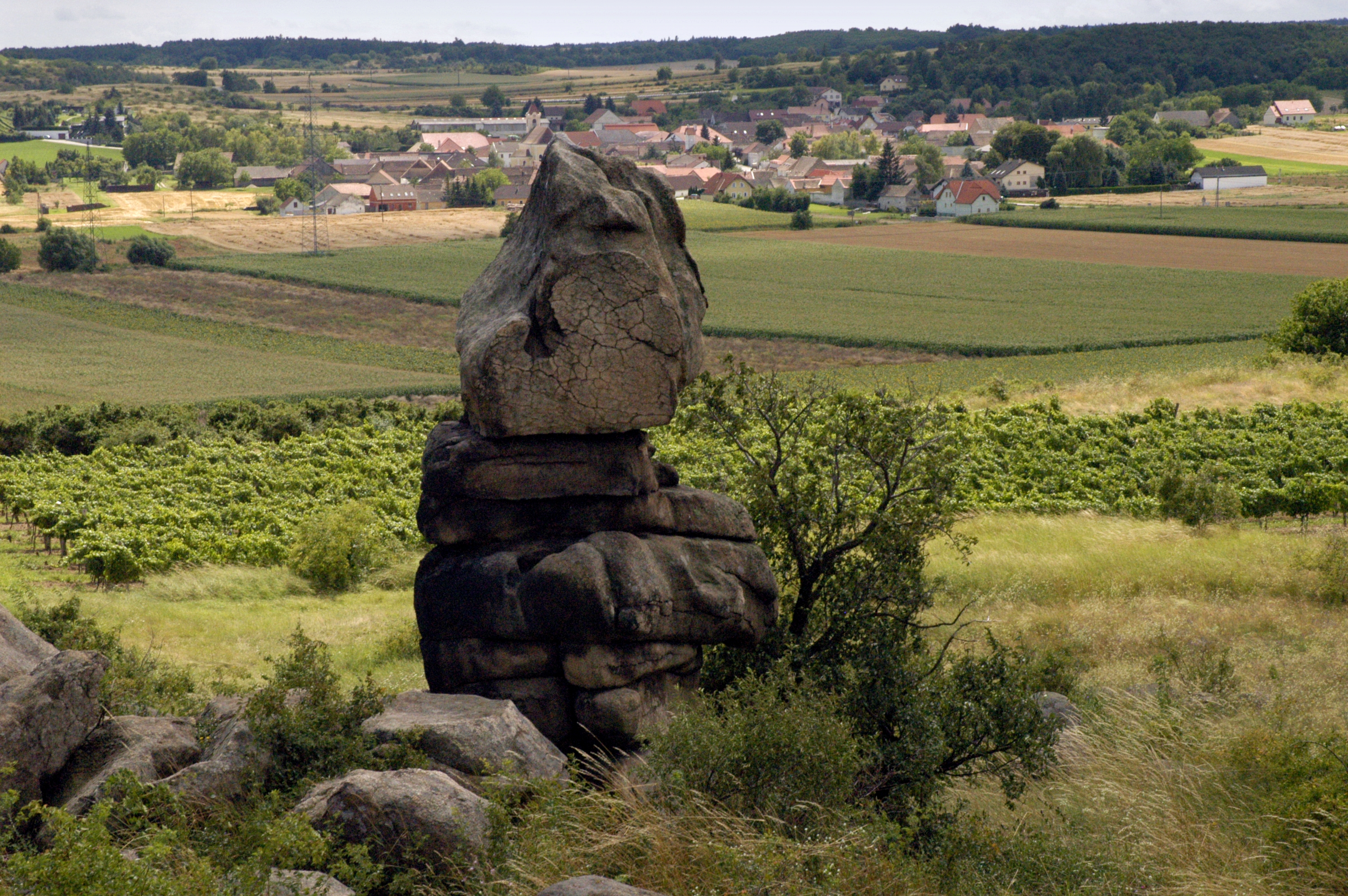
Přírodní rezervace Fehhaube-Kogelsteine